# Frederik Helstrup
Frederik Helstrup Jensen (Copenaghen, 16 marzo 1993) è un ex calciatore danese, di ruolo difensore.

## Carriera
Ha giocato nella massima serie del suo Paese con la maglia del Lyngby.

## Palmarès

### Competizioni nazionali
- Supercoppa di Polonia: 1

Arka Gdynia: 2018